# Малко-Чочовени
Ма́лко-Чо́човени (болг. Малко Чочовени) — село в Сливенській області Болгарії. Входить до складу общини Сливен.

## Населення
За даними перепису населення 2011 року у селі проживали 317 осіб, з них 314 осіб (99,7 %) — болгари.
Розподіл населення за віком у 2011 році:
Динаміка населення: